# 自然主義的誤謬
自然主義的誤謬（しぜんしゅぎてきごびゅう、英語: Naturalistic fallacy）とは、事実判断（存在命題）のみから、価値判断（当為命題）を導出する推論。または、何をなすべきかという倫理的な問題を、問題の条件についての議論（例えば生物化学の理論など）にすり替えた上で、その非倫理的前提から倫理的結論を導く手続きである。この用語は、イギリスの哲学者G・E・ムーアが1903年に出版した著書『倫理学原理』の中で初めて用いられた。
ムーアの自然主義的誤謬は、デイヴィッド・ヒュームの『人間本性論』（1738–40年）に由来する事実-規範問題（is–ought problem）と密接に関連している。しかし、ヒュームによる同問題の捉え方とは異なり、ムーア（および倫理的非自然主義の他の支持者）は、自然主義的誤謬が道徳的実在論と対立するものだとは考えていなかった。

## 概要

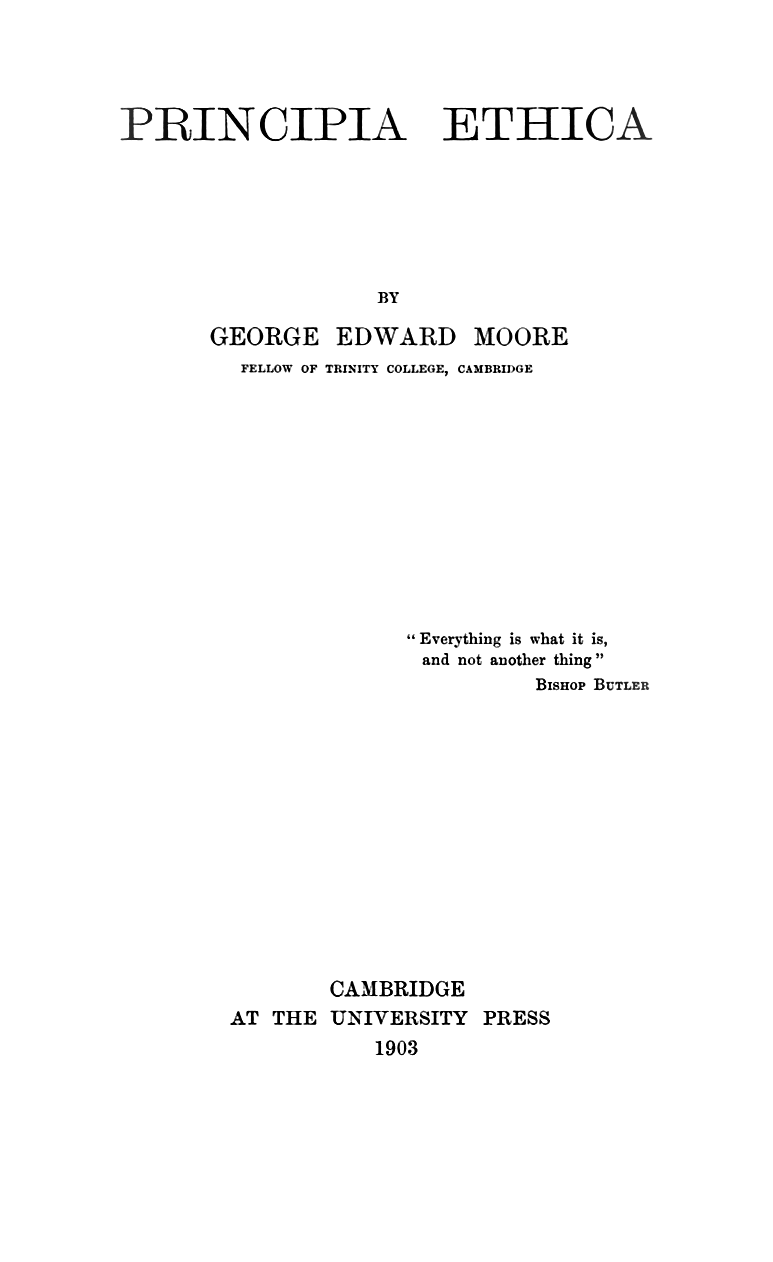
『倫理学原理』のタイトルページ

20世紀初頭に G. E. ムーア が著書『倫理学原理』の中でこの言葉を導入した。
ムーアは、哲学的議論は、ある特定の議論における用語の使用と、すべての議論におけるその用語の定義との間の混乱に悩まされることがあると主張し、この混乱を自然主義的誤謬と名付けた。。例えば、倫理的な議論では、ある物が特定の性質を持つならば、そのものは「善」であると主張することができる。快楽主義者は、「快」なものは「善」なものだと主張するかもしれず、他の理論家は、「複雑な」ものが「良い」ものであると主張するかもしれない。ムーアは、そのような主張が正しいとしても、「善」という用語の定義を提供するものではないと主張する。「善」という性質は定義できず、これを「Xは性質Yを持つなら善である」と定義しようとすると、「そもそもなぜ性質Yは善なのか」と問題がシフトするだけである。
その後この概念は、本当に誤謬なのかどうかも含めて、多くのメタ倫理学者によって再解釈・検討され、メタ倫理学の中心課題となってきた。

## ムーアの議論
ムーアによれば、自然主義的誤謬とは、「善い」(good) を何か別のものと同一視することである。
その何か別のものの内には、われわれが経験できるような対象も含まれるし、われわれが経験できないような形而上学的対象も含まれる。
「善い」を経験できるような対象（たとえば「進化を促進する」）と同一視するのが自然主義的倫理、「善い」を形而上学的対象（たとえば「神が命じている」）と同一視するのが形而上学的倫理である。
この二つの立場が共通しておかしているのが自然主義的誤謬である(『倫理学原理』p.39)。

### なぜ「善い」は定義できないのか
ムーアは、定義とは複合概念を単純概念の組み合わせにおき直すことだとした上で、「善い」は単純概念だからこの意味での定義のしようがない、と論じる。
これは「善い」に限らず、「黄色い」でも同じことであり、「黄色い」を定義しようとする人も自然主義的誤謬と同質の誤りを犯していることになる。
この自然主義的誤謬の概念を基に、ムーアはスペンサーの進化倫理学やジョン・スチュアート・ミルの功利主義（以上は自然主義的倫理の例）カントの倫理学（これは形而上学的倫理の例）などを批判した。
ムーア自身の立場は、「善い」は直観によってのみ捉えることができる性質である、という直観主義であった。
自然主義が「善い」と経験的対象の関係を定義的な関係だととらえ、「Xは善い」という命題が（ある種のXに対して）分析的な命題となると考えるのに対し、直観主義においては、「Xは善い」という命題は常に総合的な命題である。

## ムーアに対する批判
自然主義的誤謬という概念自体は幾つか実例が存在するものの、「善い」が単純概念だから定義できない、という点については、さまざまな論者から批判されている。
- もし単純概念だから別の単純概念の組み合わせには分解できないというだけであれば、「善い」を単一の単純概念と同一視する（「善い」は「快い」であるなど）のはかまわないはずである。（永井俊哉の議論[6]を参照）

自然主義的誤謬という言葉自体も、誤解を招くとして批判され、たとえばフランケナは「定義主義的誤謬」(definist fallacy) という言葉を提案している。
直観という語をムーアはヘンリー・シジウィックの哲学的直観にならって使っている。
この場合直観とは、中世的意味での悟性（知性）によって直接に知られるというものではなく、またカント的な意味で感性的な知覚でもなく、理性（推論能力）による吟味を経て得られたものと考えられている。

## 自然主義的誤謬をめぐるその後の議論

### 情緒主義
アルフレッド・エイヤーらの情緒主義において自然主義的誤謬は新たな解釈をうける。価値判断を間投詞などと類比的な単なる情緒の表現だと考える。つまり、経験的なものであれ形而上学的なものであれ、何かの事実を記述するという事実命題とは、本質的に異なるタイプの判断である。この立場からは、自然主義的誤謬とは記述と情緒の表現というまったくことなる性質の行為を同一視しようとする誤りだということになる。

### 普遍的指令主義
情緒主義と異なる非認知主義の立場としてR.M.ヘアーの普遍的指令主義がある。ヘアーは自然主義的誤謬にあたる言葉として、「記述主義的誤謬」(descriptivistic fallacy) という言葉を使う。ヘアーも情緒主義にならって、この誤謬の本質は記述と記述でないものを同一視することにあると考えていたが、その場合の「記述でないもの」とは、ヘアーにとっては具体的には指令 (prescription) であった。

### 新しい自然主義
近年のメタ倫理学においてはコーネル実在論や還元主義といった自然主義の立場が復興している。これらの立場は「善い」と自然的性質が定義によって同一になるのではなく、形而上学的に同一である（水とH2Oが同一であるというのと同じ意味で同一である）と考える。つまり、彼らは確かにムーアのいう自然主義的誤謬は誤謬であると認めつつ、自然主義者は必ずしもそうした過ちを犯す必要はない、と考える。

### 法学
法学者ハンス・ケルゼンは、自然法論やカール・マルクスのイデオロギー法論について、いずれも事実に絶対的価値が内在していると前提する自然主義的誤謬に陥っていると批判する。